# Pariah scotius
Pariah scotius är en fiskart som beskrevs av Böhlke, 1969. Pariah scotius ingår som enda art i släktet Pariah och familjen smörbultsfiskar. IUCN kategoriserar arten globalt som livskraftig. Inga underarter finns listade i Catalogue of Life.